# Ла-Веркін (Юта)
Ла-Веркін (англ. La Verkin) — місто (англ. city) в США, в окрузі Вашингтон штату Юта. Населення — 4354 особи (2020).

## Географія
Ла-Веркін розташована за координатами 37°13′52″ пн. ш. 113°15′7″ зх. д. / 37.23111° пн. ш. 113.25194° зх. д. (37.231207, -113.251896).  За даними Бюро перепису населення США в 2010 році місто мало площу 32,86 км², уся площа — суходіл.

## Демографія
Згідно з переписом 2010 року, у місті мешкало 4060 осіб у 1265 домогосподарствах у складі 1030 родин. Густота населення становила 124 особи/км².  Було 1428 помешкань (43/км²).
Расовий склад населення:
| - 91,4 % — білих - 1,5 % — корінних американців - 0,5 % — чорних або афроамериканців - 0,3 % — вихідців з тихоокеанських островів - 0,3 % — азіатів - 3,2 % — осіб інших рас |

До двох чи більше рас належало 2,6 %. Частка іспаномовних становила 8,5 % від усіх жителів.
За віковим діапазоном населення розподілялося таким чином: 33,6 % — особи молодші 18 років, 53,8 % — особи у віці 18—64 років, 12,6 % — особи у віці 65 років та старші. Медіана віку мешканця становила 30,1 року. На 100 осіб жіночої статі у місті припадало 101,7 чоловіків;  на 100 жінок у віці від 18 років та старших — 97,9 чоловіків також старших 18 років.
Середній дохід на одне домашнє господарство  становив 51 055 доларів США (медіана — 41 442), а середній дохід на одну сім'ю — 53 888 доларів (медіана — 48 095). Медіана доходів становила 37 708 доларів для чоловіків та 35 833 долари для жінок. За межею бідності перебувало 22,8 % осіб, у тому числі 30,5 % дітей у віці до 18 років та 12,1 % осіб у віці 65 років та старших.
Цивільне працевлаштоване населення становило 1563 особи. Основні галузі зайнятості: освіта, охорона здоров'я та соціальна допомога — 24,4 %, роздрібна торгівля — 20,5 %, мистецтво, розваги та відпочинок — 14,1 %, науковці, спеціалісти, менеджери — 8,3 %.